# Босконеро
Босконеро (італ. Bosconero, п'єм. Boschnèir) — муніципалітет в Італії, у регіоні П'ємонт,  метрополійне місто Турин.
Босконеро розташоване на відстані близько 540 км на північний захід від Рима, 23 км на північ від Турина.
Населення — 3146 осіб (2014).
Щорічний фестиваль відбувається 24 червня. Покровитель — святий Іван Хреститель.

## Демографія
Населення за роками:

Станом на 1 січня 2023 року в муніципалітеті офіційно проживали 202 іноземці з 19 країн, серед них 151 громадянин країн Євросоюзу та 2 громадяни України.

## Сусідні муніципалітети
- Фелетто
- Фольїццо
- Ломбардоре
- Ривароло-Канавезе
- Сан-Беніньо-Канавезе
- Сан-Джусто-Канавезе